# Santísimo Nombre de María en el Foro de Trajano (título cardenalicio)
Santísimo Nombre de María en el Foro de Trajano es un título cardenalicio diaconal de la Iglesia Católica. Fue instituido por el papa Pablo VI en 1969.

## Titulares
- Sergio Guerri (28 de abril de 1969 - 30 de junio de 1979); título presbiteral pro illa vice (30 de junio de 1979 - 15 de marzo de 1992)
- Vacante (1992-1998)
- Darío Castrillón Hoyos (21 de febrero de 1998 - 1 de marzo de 2008); título presbiteral pro hac vice (1 de marzo de 2008 -  17 de mayo de 2018)
- Mauro Gambetti, O.F.M.Conv. (28 de noviembre de 2020 - actual)